# Right Here (Departed)
A Right Here (Departed) Brandy amerikai énekesnő első kislemeze ötödik, Human című stúdióalbumáról. A dalt, ami Brandy első kislemeze, miután 2005-ben otthagyta az Atlantic Records lemezkiadót és leszerződött az Epic Recordsszal, az énekesnő hivatalos weboldalán lehetett először meghallgatni, 2008. augusztus 13-án. Az amerikai rádióadóknak augusztus 25-én küldték el. A dal az elmúlt évek legnagyobb sikere lett az énekesnőtől, listavezető lett az amerikai Billboard Hot Dance Club Play slágerlistán, és elérte a 22. helyet a Hot R&B/Hip-Hop Songs listán. A francia kislemezlistán a top 10-be jutott.

## Felvételek
A dal egyike az utolsóknak, ami elkészült a Human album dalai közül, és egyike az elsőknek, aminek a demóját Rodney Jerkins odaadta Brandynek, miután 2008 júniusában újra együtt kezdtek dolgozni. „Ez volt az első dal, amit felvettünk” jelentette ki Brandy az MTV News-nak adott interjújában. „Másképp hangzik, mint az eddigiek, de visszatértünk, többé nem hagyom ott Rodneyt.” A dal arról szól, hogy az embernek szerettei mekkora érzelmi támogatást tudnak nyújtani. Brandy kijelentette, hogy a 2006-os autóbaleset, melyben egy nő halálát okozta, egyik oka volt annak, hogy feltette a dalt az albumra.
A dalt nem kimondottan Brandynek írták, de Bogart azt nyilatkozta, megtiszteltetés, hogy ő énekelte fel, és már korábban is szeretett volna Brandyvel dolgozni. „Azt hiszem, stílusában és koncepciójában is nagyszerű visszatérő dal neki” – jelentette ki. Erika Nuri hozzátette: „Megtiszteltetés, hogy mi írhattuk az album első kislemezdalát, főleg, hogy tudjuk, sok más kiváló dalszerző és producer is dolgozott az albumon. Úgy gondolom, tökéletes visszatérő dal. A régi rajongóihoz is szól, de elég új hangzású azoknak, akik nem hallottak még Brandyről.”
A dal premierje Brandy hivatalos weboldalán volt 2008. augusztus 13-án. 2008 novemberében egy remixet is kiadtak, amiben The Game rappel; egy másik remix, amely Sean Kingston közreműködésével készült, decemberben kiszivárgott.

## Fogadtatása
A dal a legtöbb kritikustól pozitív kritikát kapott. Alex Macpherson, a The Guardian munkatársa a dalt a Human album fénypontjának nevezte, Emmanuel Ezugwu, az RWD Magazine kritikusa szerint pedig a dal „örömteli óda a hatalmas nehézségek legyőzéséhez”. A Los Angeles Times munkatársa, Mikael Wood, aki nem volt elégedett az albummal, a dalt az album egyik ritka értékének nevezte. A Digital Spy szerint „Brandy szinte mennyei lénynek hangzik, miközben előadja üzenetét a kölcsönös támogatásról és szeretetről a dalban.”
A dal a 83. helyen nyitott az amerikai Billboard Hot 100 slágerlista szeptember 27-i kiadásán, az újonnan felkerült dalok közül a 4. legmagasabb helyen. Bár a következő héten négy hellyel lejjebb került, lassan emelkedni kezdett, és az album december 9-i megjelenését követően elérte legmagasabb helyezését, a 34-et. A Billboard többi slágerlistája közül a Hot Dance Club Play listán ez lett Brandy első listavezető dala, míg a Hot R&B/Hip-Hop Songs és a Pop 100 listákon a 2. helyet érte el.
Kanadában ez lett Brandy legsikeresebb dala a 2002-ben megjelent What About Us? óta: a 95. helyen nyitott a Kanadai Hot 100-on, a következő héten lekerült a slágerlistáról, majd egy hónappal később újra felkerült rá, és elért a 39. helyig. Európában még nem sok helyen adták ki, de Franciaországban, ahol az elmúlt tíz év Brandy-dalai közül ebből adtak el a legtöbbet, a 7. helyig jutott a slágerlistán, csak a letöltések alapján. Svédországban és Svájcban a top 30-ba jutott.

## Videóklip
A dal videóklipje, melyben Brandyt spirituális lényként ábrázolják, amint vigasztalja szeretteit, az énekesnő első együttműködése Little X kanadai rendezővel. A klipet 2008. augusztus 17-én forgatták Los Angelesben. Az utcákon és zöld képernyő előtt forgatott klipben Rodney Jerkins és Brandy öccse, Ray J is szerepel, Brandy barátját Cory Hardrict alakítja. A klip készítését bemutatták a BET Access Granted című műsorában. A klip premierje ugyanebben a műsorban volt szeptember 3-án, valamint délután 3:00-kor (PT) a Yahoo! Musicon.
A klip koncepcióját több ötletből választották ki. Brandy szerint a klip ereje a valódiságban rejlik, amit Little X kölcsönöz neki. Brandy angyalként jelenik meg a klipben, és visszatér családja életébe. Az énekesnő a Legenda vagyok című filméhez hasonlította a klip hangulatát. „Szólhat anyáról és lányáról, testvérekről, barátnőről, bármiről… ebből a szempontból univerzális.” Az Access Granteden bemutattak egy olyan jelenetet is, melyben Brandy egy kislánnyal szerepel, ez azonban nem került be a klip végleges változatába.
A klip 2008. október 7-én elérte az első helyet a BET 106 & Park műsorának slágerlistáján. A BET: Notarized műsorban 2008 legjobb 100 videóklipje közül a 69. helyre került a szavazatok alapján.

## Megjelenési dátumok
| Régió              | Formátum               | Dátum                |
| ------------------ | ---------------------- | -------------------- |
|                    | internet               | 2008. augusztus 13.  |
| USA                | rhythm/crossover rádió | 2008. augusztus 25.  |
| USA                | letöltés               | 2008. szeptember 9.  |
| USA                | mainstream rádió       | 2008. szeptember 23. |
| Ausztria           | letöltés               | 2008. szeptember 12. |
| Németország        | letöltés               | 2008. szeptember 12. |
| Svájc              | letöltés               | 2008. szeptember 12. |
| Egyesült Királyság | letöltés               | 2008. október 20.    |
| Franciaország      | CD kislemez            | 2009. január 19.     |
| Svájc              | CD kislemez            | 2009. január 19.     |
| Ausztria           | CD kislemez            | 2009. március 6.     |
| Németország        | CD kislemez            | 2009. március 6.     |

## Számlista
| CD maxi kislemez (USA; promó) 1. Right Here (Departed) (Seamus Haji & Paul Emanuel club mix) – 8:53 2. Right Here (Departed) (Moto Blanco club mix) – 6:52 3. Right Here (Departed) (Mad decent mad right mix) – 4:36 4. Right Here (Departed) (Seamus Haji & Paul Emanuel radio edit) – 4:08 5. Right Here (Departed) (Moto Blanco radio edit) – 3:35 6. Right Here (Departed) (Seamus Haji & Paul Emanuel dub mix) – 7:09 7. Right Here (Departed) (Moto Blanco dub mix) – 7:01 CD maxi kislemez (USA; promó) 1. Right Here (Departed) (main version) – 3:39 2. Right Here (Departed) (piano intro version) – 3:41 3. Right Here (Departed) (instrumental) – 3:40 | CD kislemez (Franciaország) 1. Right Here (Departed) (album version) 2. Right Here (Departed) (piano intro version) CD kislemez (Németország) 1. Right Here (Departed) (main version) – 3:39 2. Right Here (Departed) (remix, featuring Sean Kingston) – 3:41 CD maxi kislemez (Németország) 1. Right Here (Departed) (main version) 2. Gonna Find My Love 3. Right Here (Departed) (Moto Blanco club mix) – 6:52 4. Right Here (Departed) (Seamus Haji & Paul Emanuel dub mix) – 7:09 5. Right Here (Departed) (videóklip) – 3:39 |

## Helyezések
| Slágerlista (2008/2009)             | Legmagasabb helyezés |
| ----------------------------------- | -------------------- |
| Belga (vallon) kislemezlista        | 32                   |
| Dán kislemezlista                   | 30                   |
| Európai Hot 100                     | 24                   |
| Francia kislemezlista               | 7                    |
| Japán Hot 100                       | 11                   |
| Kanadai Hot 100                     | 39                   |
| Német kislemezlista                 | 39                   |
| Német fekete slágerlista            | 2                    |
| Német rádiós slágerlista            | 50                   |
| Osztrák kislemezlista               | 27                   |
| Svájci kislemezlista                | 54                   |
| Svájci rádiós slágerlista           | 13                   |
| Svéd kislemezlista                  | 22                   |
| USA Billboard Hot 100               | 34                   |
| USA Billboard Hot R&B/Hip-Hop Songs | 22                   |
| USA Billboard Hot Dance Club Play   | 1                    |
| USA Billboard Pop 100               | 22                   |